# 灼熱のニライカナイ
『灼熱のニライカナイ』（しゃくねつのニライカナイ）は、田村隆平による日本の漫画。『週刊少年ジャンプ』（集英社）において、2020年30号から2021年29号まで連載された。話数カウントは「depth:○」。

## あらすじ
ハードボイルドを愛する刑事鮫島灼熱は新宿で働いていた。しかしある事件での逮捕劇が原因で小笠原諸島のある島へ左遷。そこでイルカに育てられた少女と一風変わった刑事と出会う。

## 登場人物
声はジャンプチャンネルのボイスコミックの担当。

### 主要人物
鮫島 灼熱（さめじま ボイル）
声 - 石田優人
サングラスをかけた愛煙家の男性。姉ヶ島署に所属する巡査。愛称は「サメ」。28歳。身長182センチメートル。誕生日は7月21日。血液型はB型。
極めて高い身体能力を持ち、ソバットなどの体術を軽々と操る他、拳銃の腕もオルフェウスを上回り、また警察官としての勘も鋭い。しかしそれ以上にコンプライアンスを無視した問題発言と問題行動の常習犯でもある。前述通り身体能力は高いが、水泳だけは苦手。
かつては新宿署勤務だったが、日頃から不良刑事ぶりを問題視されており、新宿二丁目の立てこもり事件で犯人に拳銃を突きつけたことを直接のきっかけとして、新宿署から姉ヶ島署へと転属されられた。

チャコ
声 - 三浦雪那
天真爛漫で活発な5歳前後の少女。オルフェウスを「パパ上」と呼び慕い、鮫島にもなついている。
海の生物に進化を促す不思議な力を持ち、その力を無意識に振るっては様々な事件のタネとなっている。かつて新興宗教団体「海の教団」で、神託の巫女として祭り上げられていた。また外見に反して常軌を逸した怪力を誇り、鮫島とオルフェウスをまとめて持ち上げて海面上を走ることが出来るほど。

オルフェウス・F・リッパー
声 - 小林節
鮫島と同日付で姉ヶ島署に配属された警部補。
イルカのような頭部と背びれを持つ大男。チャコを娘として溺愛している。階級は鮫島より上で上司部下の関係に当たるが、相棒としてチームワークを発揮する一方、チャコが自分よりも鮫島になついていると感じると嫉妬心を抱くこともある。
鮫島同様、身体能力および警察官としての資質は高い。また衣服を脱ぐことで完全なイルカにの姿になったり、手袋を外した右手で海人に触れることで無力化させることができる。実はウクレレを弾き語りすることもできる。

### 姉ヶ島署
七瀬 宇海（ななせ うみ）
声 - 黒崎しおり
姉ヶ島派出所勤務の巡査。24歳。身長155センチメートル。誕生日は4月3日。血液型はO型。
黒髪のポニーテールで、敬礼すると警察制服の胸ボタンが外れるほどの巨乳。そのため島民にファンが多い。

深作（みつくり）
声 - 野澤英義
太めの体型をした男性。中2病を患っており、目が悪いわけでもないのに右目に眼帯を着用している。

### その他の人物
七瀬 源（ななせ げん）
村長。宇海の父親。
山崎（やまざき）
ゴミ屋敷に暮らしている老人。
山本 大紀（やまもと だいき）、岡村 勘助（おかむら かんすけ）
姉ヶ島高校1年の男子生徒。宇海を慕っている。
最初は鮫島を敵視していたが、あることをきっかけに打ち解ける。
セイラ
ギャングの大鰆家の娘である人面魚。陸に来た理由は婚活でターゲットにに鮫島がいたこともある。
五十山 秋生（いそやま あきお）
独身で好きなタイプはぽっちゃり系未亡人。
20年前に島に移住して来て以来サツマイモ農家を営む。
あと元レスリング57キロ級チャンピオンで彼曰く「この島にモブは居ない」そう。

## 用語
姉ヶ島（あねがしま）
物語の主な舞台。小笠原諸島にあるとされる架空の島。ひなびた離島だが海水浴場やマリンセンターを擁している。かんも（サツマイモ）が名産。
海の教団（うみのきょうだん）
新興宗教団体。教祖は邇来愜（にらいかない）。神託の巫女である乙事ノ姫（おつことのひめ）がジュゴンやイルカと話をする姿がマスメディアで取り上げられ、カルト的な注目を集めた。
後に「海の教団事件」と呼ばれる集団失踪事件を起こし、幹部信者含め27名が未だ行方不明中。その中の1人である神託の巫女は、イルカの背に乗せられ、鮫島・オルフェウスの姉ヶ島署配属の3日前に姉ヶ島に流れ着き、チャコと呼ばれるようになった。この事件に対応するため姉ヶ島署が人員要請を出したことが、鮫島の転属の理由ともなっている。
海人（マーマン）
人の姿をした魚。普段は海に守られているため紫外線が苦手だが、3時間以内であれば陸上での活動も可能。本来の魚としての姿に戻ることもでき、自らを「人より優れた存在」と称している。
海中で人間同様の社会生活を営んでいる。北太平洋には海人によるギャングファミリーが大小併せて500以上存在し、かつては抗争を繰り返していたが、オルフェウスの活躍により休戦協定を結ぶに至った。
海中戦闘術（インミア・クンスト）
海中戦闘を主とする部隊である海洋機動捜査隊が体得している技術。大気に比べ海水の密度は約800倍もあり、抵抗もその分跳ね上がるが海中戦闘術（インミア・クンスト）はその抵抗を限りなく効率化する体術である。
海中戦闘術（インミア・クンスト）の“呼吸（アギト）”は肺の鍛錬により一時的に海水から酸素を取り込む技法であるがスーツの補助があって初めて可能な上長くは持たない。
上下運動の激しい水中戦闘において水圧の影響を軽減させるのが目的である。

## 書誌情報
- 田村隆平『灼熱のニライカナイ』 集英社〈ジャンプ・コミックス〉、全5巻
  1. 「イルカとサメ」2020年11月4日発売[5]、ISBN 978-4-08-882510-6
  2. 「満ち汐のブルース」2021年2月4日発売[6]、ISBN 978-4-08-882622-6
  3. 「海底遺跡」2021年4月2日発売[7]、ISBN 978-4-08-882647-9
  4. 「小笠原の最深部」2021年7月2日発売[8]、ISBN 978-4-08-882757-5
  5. 「ニライカナイ」2021年10月4日発売[9]、ISBN 978-4-08-882816-9